# 미나미나가야마역
미나미나가야마역(일본어: 南永山駅)은 일본 홋카이도 아사히카와시에 위치한 홋카이도 여객철도 세키호쿠 본선의 철도역이다. 역 번호는 A31이며, 단선 승강장 1면 1선의 구조를 갖춘 지상역이다.

## 역 주변
- 아사히카와 라멘촌
- 아사히카와 파우즈

## 역사
- 1986년 11월 1일 : 일본국유철도의 미나미나가야마 임시 승강장으로서 개업. 여객 취급만.
- 1987년 4월 1일 : 일본국유철도 분할 민영화에 의해, 홋카이도 여객철도가 승계.

## 인접 역
| 세키호쿠 본선                      | 세키호쿠 본선   | 세키호쿠 본선                      |
| ---------------------------------- | --------------- | ---------------------------------- |
| 신아사히카와 A30 신아사히카와 방면 | ■ 세키호쿠 본선 | 히가시아사히카와 A32 아바시리 방면 |